# Tiemoué Bakayoko
Tiemoué Bakayoko (ur. 17 sierpnia 1994 w Paryżu) – francuski piłkarz iworyjskiego pochodzenia występujący na pozycji pomocnika w klubie FC Lorient oraz w reprezentacji Francji. Wychowanek Stade Rennais.
Po złamaniu nogi jako młody gracz, Bakayoko wstąpił do akademii Rennes w wieku 13 lat. Rok później nie dostał się do akademii Clairfontaine. Jego seniorska kariera rozpoczęła się w Stade Rennais, gdzie rozegrał 24 spotkania przed transferem do Monako w 2014 roku za 7 milionów funtów. W pierwszych dwóch sezonach w klubie, Bakayoko rozegrał 31 występów w Ligue 1, ale w sezonie 2016-17 był podstawowym zawodnikiem, przyczyniając się do zdobycia tytułu mistrza Francji. Znalazł się także w najlepszej drużynie Ligi Mistrzów 2016/2017. W 2017 roku dołączył do Chelsea Londyn za 40 milionów funtów. Był z niej wypożyczony do AC Milan, Monaco i SSC Napoli. W 2023 przeszedł do FC Lorient.
W marcu 2017 roku zadebiutował w reprezentacji Francji.

## Życie prywatne
Urodził się w Paryżu 17 sierpnia 1994 roku i grał dla miejscowej drużyny w wieku 15 lat. W wieku 9 lat grał w CA Paris Charenton przed przeprowadzką do Montrogue FC 92. Jako młody gracz złamał nogę, która uniemożliwiła mu grę przez osiem miesięcy. W 2008 roku, w wieku 13 lat, wstąpił do akademii Rennes. W wieku 14 lat akademia Clairefontaine nie dostrzegła jego talentu.

## Kariera klubowa

### Rennes
Bakayoko zadebiutował w rozgrywkach Ligue 1 24 sierpnia 2013 roku w meczu przeciwko Évian TG, rozgrywając całe spotkanie. Był jednym z wyróżniających się piłkarzy i swoją dobrą postawą przyciągnął uwagę większych klubów.

### AS Monaco
Bakayoko dołączył do AS Monaco w lipcu 2014 roku za 7 milionów funtów, i zadebiutował w klubie 10 sierpnia 2014 roku w meczu Ligue 1 z FC Lorient. Potem nie grał przez ponad dwa miesiące a reszta jego sezonu została przerwana przez kontuzje i niezbyt dobrą formę. Menedżer Jardim twierdził, że Bakayoko nie jest dobrze przygotowany do meczów i czasami spóźnia się na treningi. Bakayoko postanowił zmienić swoje zachowanie. Dodatkowo rozpoczął trenowanie boksu, zmienił dietę i uczęszczał na siłownię. Pomógł mu w tym były reprezentant Francji Claude Makélélé, który został mianowany dyrektorem sportowym w klubie. Bakayoko zasięgnął również porady od byłego trenera młodzieżowego w Rennes, Yannicka Menu. W rezultacie, wraz z Jérémy'm Toulalanem i Mario Pašalićem, którzy opuścili klub w 2016 roku, Bakayoko stał się podstawowym zawodnikiem, pomagając klubowi w zdobyciu tytułu Ligue 1 w sezonie 2016-17. Znalazł się także w drużynie sezonu ligi francuskiej. Podczas meczu z Manchesterem City w 1/16 Ligi Mistrzów na Stade Louis II 15 marca 2017 roku Bakayoko strzelił gola (był to jego pierwszy w europejskich pucharach) głową po dośrodkowaniu od Thomasa Lemara z rzutu wolnego i pomógł Monaco w ostatecznym awansie do kolejnej rundy.

### Chelsea
15 lipca 2017 roku dołączył do angielskiej drużyny Chelsea, podpisując pięcioletnią umowę za opłatą około 40 milionów funtów, co uczyniło go drugim najdroższym zawodnikiem w historii klubu. Zadebiutował w wygranym 2-1 meczu z Tottenhamem Hotspur w Premier League 20 sierpnia 2017 roku. 12 września zdobył pierwszą bramkę dla The Blues w meczu grupowym Ligi Mistrzów przeciwko Qarabağowi wygranym 6-0.

## Sukcesy
AS Monaco
- Ligue 1: 2016/2017

Indywidualne
- Drużyna sezonu Champions League: 2016/2017